# Gottwollshausen

Kolorierte Federzeichnung der Schlacht von Gottwollshausen aus einer Haller Chronik um 1600

Gottwollshausen (Ortskern Gottwollshausen) ist ein Stadtviertel im Schwäbisch Haller Stadtteil Gailenkirchen.

## Geographie
Der Weiler Gottwollshausen liegt etwa anderthalb Kilometer nordwestlich der Stadtmitte von Schwäbisch Hall auf der linken hügeligen Randhöhe des Kochertals und teilweise im hier schon merklich eingetieften Tal des diesem Fluss zulaufenden Schleifbachs, welcher den nahen Südost-Stufenrand der Waldenburger Berge im Westen des Ortes entwässert. Östlich des heutigen Ortsrandes schließt ein aufgelassener Steinbruch am kleineren Einschnitt der Ohrenklinge den örtlich anstehenden Muschelkalk auf. Die älteren Ortsteile liegen längs einer Ostschlinge der alten K 2576-Trasse (Brunnenteichstraße), die hier über eine kleine Steige ins Schleifbachtal hinabführt; inzwischen trägt die Haller Westumgehung, die in einiger Entfernung westlich des Weilers verläuft, diese Bezeichnung. Die Bahnstrecke Heilbronn–Crailsheim berührt den Nordrand des Ortes und steigt dann in dessen Osten teils durch Tunnel ins Kochertal hinab; Gottwollshausen hat keinen Haltepunkt.

## Geschichte

Wappen derer von Gottwolshausen

Wappen

In der Vergangenheit erfuhr der Name des Ortes Gottwollshausen mehr oder weniger starke Veränderungen. So tauchte er 1277 als Gottwaltzhusin, 1285 als Gutewoldeshusen und 1304 als Gotboldeshausen auf (nach dem ersten Ansiedler Gotebold). Die heutige Schreibweise ist offensichtlich entstellt. Im 19. Jahrhundert und bis in das 20. Jahrhundert wurde Gottwolshausen geschrieben.
Gottwollshausen war früher Sitz derer von Gottwollshausen, die 1270 belegt wurden und deren Linie 1431 endete. Ihr Wappen zeigt einen goldenen männlichen Kopf auf schwarzen Grund.
Bei Gottwollshausen konnte während des Bauernkriegs ein Aufgebot aus Hall am 4. April 1525 ein Bauernheer in einem unblutigen Gefecht auseinandertreiben. 1838 hatte Gottwollshausen 194 Einwohner 1847 wurde Gottwollshausen als „Weiler mit 199 evangelischen Einwohnern“ genannt.
Nach dem Zweiten Weltkrieg wurden in Gottwollshausen viele Flüchtlinge aufgenommen und angesiedelt.
Im Laufe der folgenden Jahrzehnte breitete sich der Ort mehr und mehr aus und entwickelte sich zum Wohnplatz, der durch gute Busanbindung von Schwäbisch Hall aus auch ohne Auto erreicht werden kann. Zu Fuß ist man über die Gottwollshäuser Steige in einer guten Viertelstunde in der Stadt.
Gottwollshausen war bis zur Eingemeindung im Jahr 1972 ein Teilort der Altgemeinde Gailenkirchen. Die derzeitige Einwohnerzahl liegt bei etwa 930 Personen.

## Sehenswertes

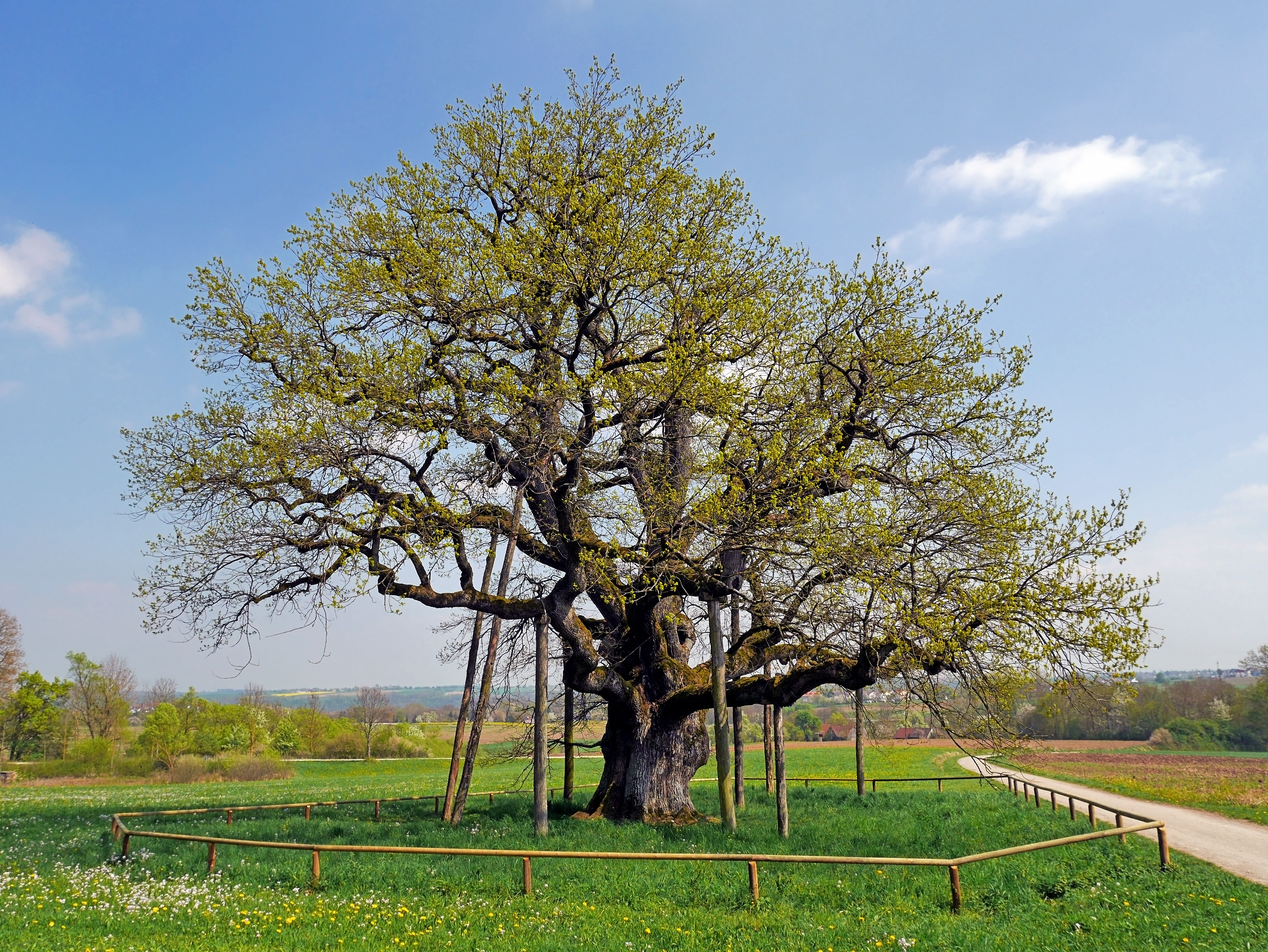
Breiteich

### Dorfkirche
Im Ort steht auf einem kleinen Hügel neben der Durchgangsstraße die spätgotische Kirche St. Georg.

### Streiflesberg
Etwa anderthalb Kilometer südwestlich des Orts liegt jenseits des Breiteichsees auf der Stadtteilsgemarkung der Burgstall Streiflesberg im unteren Hangwald.

### Breiteich
⊙ Westlich der Ortschaft steht kurz vor dem Waldrand das Naturdenkmal Breiteich (ND–Nr. 81270760011), auch „Große Breiteiche“ genannt. Sie ist eine der wenigen Eichen, deren Äste abgestützt werden. Der monumentale Baumveteran hat einen Brusthöhenumfang von 7 Metern und eine Höhe von 19 Metern. Sie hatte 1910 einen Umfang von 5,70 Metern, eine Höhe von 20 Metern und einen Durchmesser der Krone von bis zu 35 Meter.
⊙ Etwa einen halben Kilometer weiter südlich steht die ebenfalls als Naturdenkmal ausgewiesene „Kleine Breiteiche“ (ND–Nr. 81270760004).